# Valadares (apellido)
Tiene relación con Valladares (apellido), el cual es aparentemente un derivado suyo.
Apellido de origen gallego, es muy factible que de Valadares se haya derivado Valladares, un apellido que es más comúnmente utilizado en el habla hispana. La relación puede quedar demostrada por la existencia de una parroquia homónima en las cercanías de Vigo, actual territorio de España. Tal parroquia, que es la más extensa de Vigo, debe figurar en distintos mapas bajo ambos nombres, o aún únicamente como Valladares si se tratara de mapas oficiales de España.
Dicha variante[cita requerida] se puede deber al hecho de que, durante la dictadura de Francisco Franco a los gallegos se les prohibía el uso de costumbres e idiomas otros que el español oficial (asimismo a los catalanes, vascos y andaluces, entre otros), se produce el cambio en la escritura, aunque nunca del todo puesto que aún resisten ciertos mapas y letreros urbanos en esa localidad donde figura ese estilo de escritura típico de Galicia, y por ende, Valadares en lugar de Valladares.
- Datos: Q9092248
- Multimedia: Valadares (surname) / Q9092248